# The Jesus and Mary Chain
The Jesus and Mary Chain je skotská alternativní rocková skupina, založená v roce 1983 v East Kilbride. Kapela patří mezi největší legendy britské nezávislé scény. Původní sestavu tvořili bratři Jim Reid a William Reid. Během její existence skupinou prošlo více než patnáct dalších hudebníků. Skupina se rozpadla v roce 1999, roku 2007 byla obnovena. Své první album Psychocandy vydala v roce 1985, následovala alba Darklands (1987), Automatic (1989), Honey's Dead (1992), Stoned & Dethroned (1994) a Munki (1998). Kapela byla oceněna za nejlepší singl (NME Single of the Year).
The Jesus and Mary Chain patří mezi zásadní kapely, které formovaly subžánry indie, alternativního rocku a noise popu. Jejich hudba se vyznačuje éterickou směsí zastřených vokálů, kytarového zkreslení, efektů, zpětné vazby a ohromující hlasitosti. Kapela se již od svého vzniku vydala vlastní cestou, proti proudu hudebních trendů. Během svého působení skupina dosáhla dvanácti top 40 hitů a dvou top 10 singlů v UK Singles Chart. Jejich sedmé album "Damage and Joy" (2017) bylo vydáno po devatenácti letech od předchozího. Jesus and Mary Chain po sedmi letech oznámili vydání nového alba s názvem "Glasgow Eyes", které vyjde 22. března 2024. 
"Může se zdát, že legendární The Jesus and Mary Chain během celé kariéry nezaznamenali slabou píseň," uvedl v únoru 2017 FMZINE o kapele v souvislosti s albem "Damage and Joy". 
Radio Wawe 28. března 2024 uvedlo: "Velký vysněný moment nastává v podobě březnového večera roku 1985, kdy neuběhl ani rok od začátku jejich hudební dráhy a bratři Reidovi právě dohrávají proslulý koncert v North London Polytechnic. Fanoušci tehdy po pro JAMC typicky krátkém, chaotickém a hlavně hlučném setu vtrhli na pódium a snažili se rozbít vybavení kapely. Alex Petridis z deníku Guardian později zařadil tento moment na seznam zásadních momentů dějin indie rocku." 
Skupině se,  i přes svou drzost a tvrdohlavost, podařilo dobýt mainstream poté, co vydala úspěšný debut Psychocandy, a tento úspěch upevnila i s druhým albem Darklands. "Nejproslulejší song April Skies se v roce 1987 v domácí hitparádě umístil na osmém místě. Když ale Jim musel téhož roku po potyčce s fanoušky během turné strávit noc ve vězení, bylo jasné, že se JAMC pověsti problémových sourozenců jen tak nezbaví."
Hudební publicista Ondřej Bezr ve své recenzi alba "Damage and Joy", zveřejněné na stránkách LN dne 5. 4. 2017, uvedl:: "Oproti svým konkurentům mají The Jesus And Mary Chain jedno plus, které si znovu uvědomíme právě na jejich novém albu. Nejvíc ze všech jmenovaných vždy těžili z hudebního pravěku: mají rádi opravdový rock’n’roll, kalifornský sound 60. let, ranou psychedelii, ve které kromě rozpitých zvuků ještě nejen nechyběla, ale přímo dominovala melodie. Tím, že všechny tyhle prvky mají takříkajíc v paži a dávají jim svoji typickou zvukovou ambaláž, jsou sice vlastně retro, ale zároveň de facto nadčasoví. Protože vždycky vařili z osvědčených základních ingrediencí a originalitu vytvářeli kořením."
Skupina v České republice koncertovala pouze dvakrát. Začátkem devadesátých let v květnu 1992, kdy to byla jedna z největších událostí roku, a v roce 2017. V březnu 2024 ohlásil Trutnov Open Air Festival, že jednou z hlavních kapel na srpnovém festivalu k jeho čtyřicátému výročí budou The Jesus and Mary Chain.

## Diskografie
Studiová alba
- Psychocandy (1985)
- Darklands (1987)
- Automatic (1989)
- Honey's Dead (1992)
- Stoned & Dethroned (1994)
- Munki (1998)
- Damage and Joy (2017)
- Glasgow Eyes (2024)

## Členové
- Jim Reid – vocals, guitar, bass (1983–1999, od roku 2007)
- William Reid – guitar, bass, vocals (1983–1999, od roku 2007)
- Mark Crozer – guitar (2007–2008, 2012), bass (od roku 2013)
- Scott Von Ryper – guitar (od roku 2015)
- Justin Welch – drums (od roku 2021)

Former members
- Douglas Hart – bass (1984–1991)
- Murray Dalglish – drums (1984)
- Bobby Gillespie – drums (1984–1986, 2017)
- Martin Hewes – drums (1986)
- James Pinker – drums (1986)
- Dave Evans – rhythm guitar (1987–1989)
- Richard Thomas – drums (1988–1990)
- Ben Lurie – rhythm guitar/bass (1989–1998)
- Steve Monti – drums (1990–1995)
- Matthew Parkin – bass (1992)
- Barry Blackler – drums (1992)
- Nick Sanderson – drums (1993–1998; died 2008)
- Lincoln Fong – bass (1994–1995)
- Geoff Donkin – drums (1998)
- Phil King – bass/guitar (1998, 2007–2015)
- Loz Colbert – drums (2007–2008)
- John Moore – guitar (1986–1987, 2012), drums (1985–1986)
- Brian Young – drums (2012–2021)